# مایکل آنتونی مک‌دونالد
مایکل آنتونی مک‌دونالد (انگلیسی: Michael McDonald؛ زادهٔ ۶ فوریهٔ ۱۹۶۵) ورزشکار هنرهای رزمی ترکیبی اهل کانادا است.